# Ferrières-Haut-Clocher
 Ferrières-Haut-Clocher  là một xã thuộc tỉnh Eure trong vùng Normandie miền bắc nước Pháp.